# 延昌 (光緒進士)
延昌，杭阿坦氏，漢姓趙，字子光，一字壽丞，京口駐防蒙古鑲白旗人，清末翰林。
光緒二十八年（1902年）壬寅補行庚子、辛丑科舉人，光緒二十九年（1903年）癸卯補行辛丑、壬寅恩正併科三甲進士，同年闰五月，改翰林院庶吉士。散館授檢討。光緒三十四年（1908年），補內閣學士。宣統三年（1911年），任典禮院直學士。